# セアト・レオン
レオン（LEON）は、セアトが製造・販売している（Cセグメント）ハッチバックおよびステーションワゴンである。

## 初代 (1998年-2005年)
1998年発表。トレドが4ドアセダンの車名となり、同車種のハッチバック版に「レオン」の名前をつけたことで誕生した。これにより、二代目以降のトレドと本車種は共にフォルクスワーゲングループのAプラットフォームを使用する。またトレドからの派生車種であったため、初代レオンと二代目トレド（A4/PQ34）は形式番号が同一の「1M」である。
この車種はセアトにとって初となるCセグメント車であるが、VWグループの傘下にある同社にはゴルフのノウハウや共通部品があり、技術的に未成熟な点は特に見当たらない車種であった。販売戦略上は同一セグメントのゴルフなどより、スポーティなイメージを前面に押し出している。
後述する「Cupra R」等が示すとおり、エンジンラインナップも多岐にわたり、ディーゼルエンジン搭載車も設定されている。また131馬力以上の車には6速MTが標準装備され、「Cupra R」などの上級グレード車にはマルチリンク式サスペンションが装備されている。デザインはジョルジェット・ジウジアーロによるもの。
2006年5月に生産を終了した。

### グレード

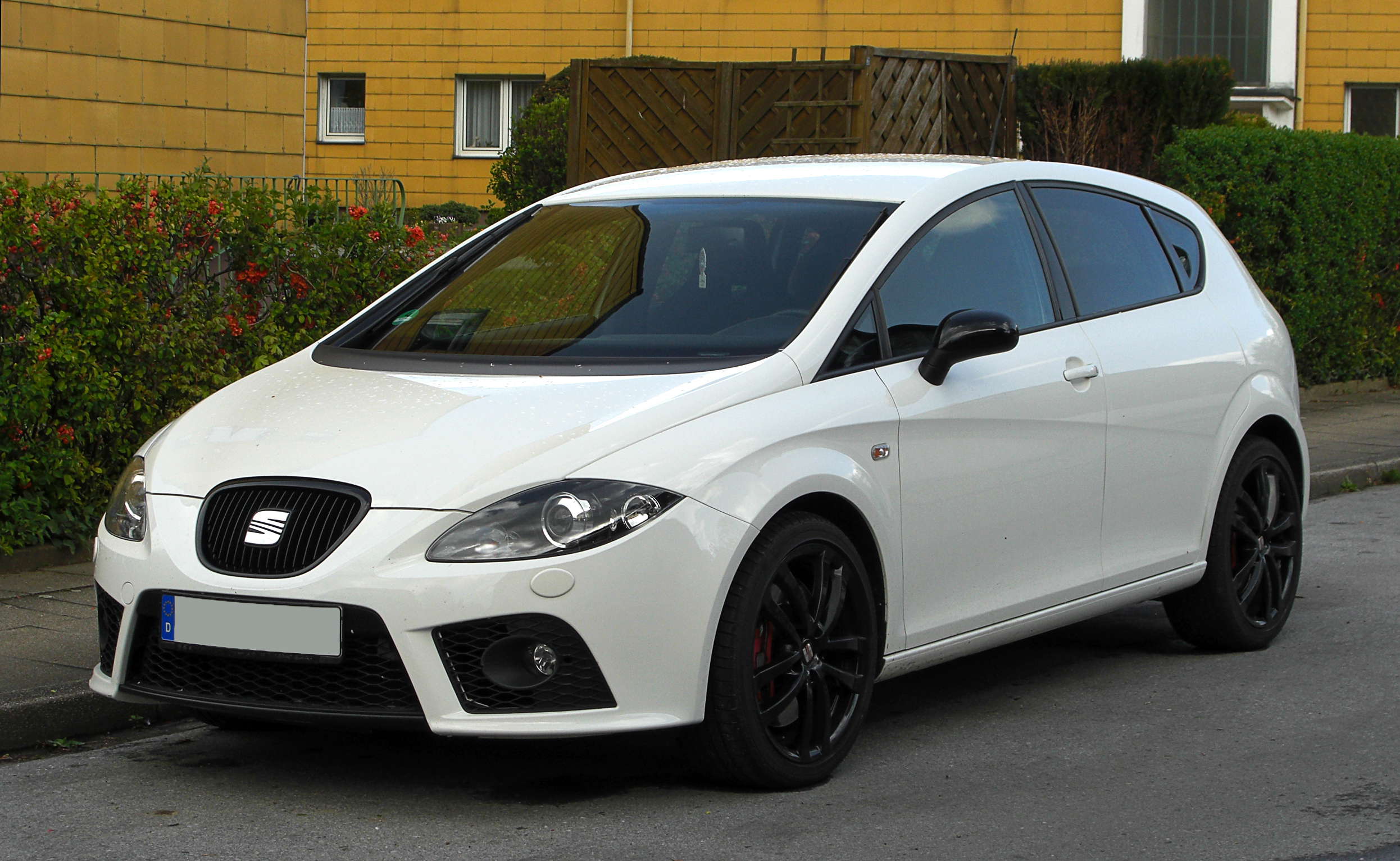
レオンクプラ
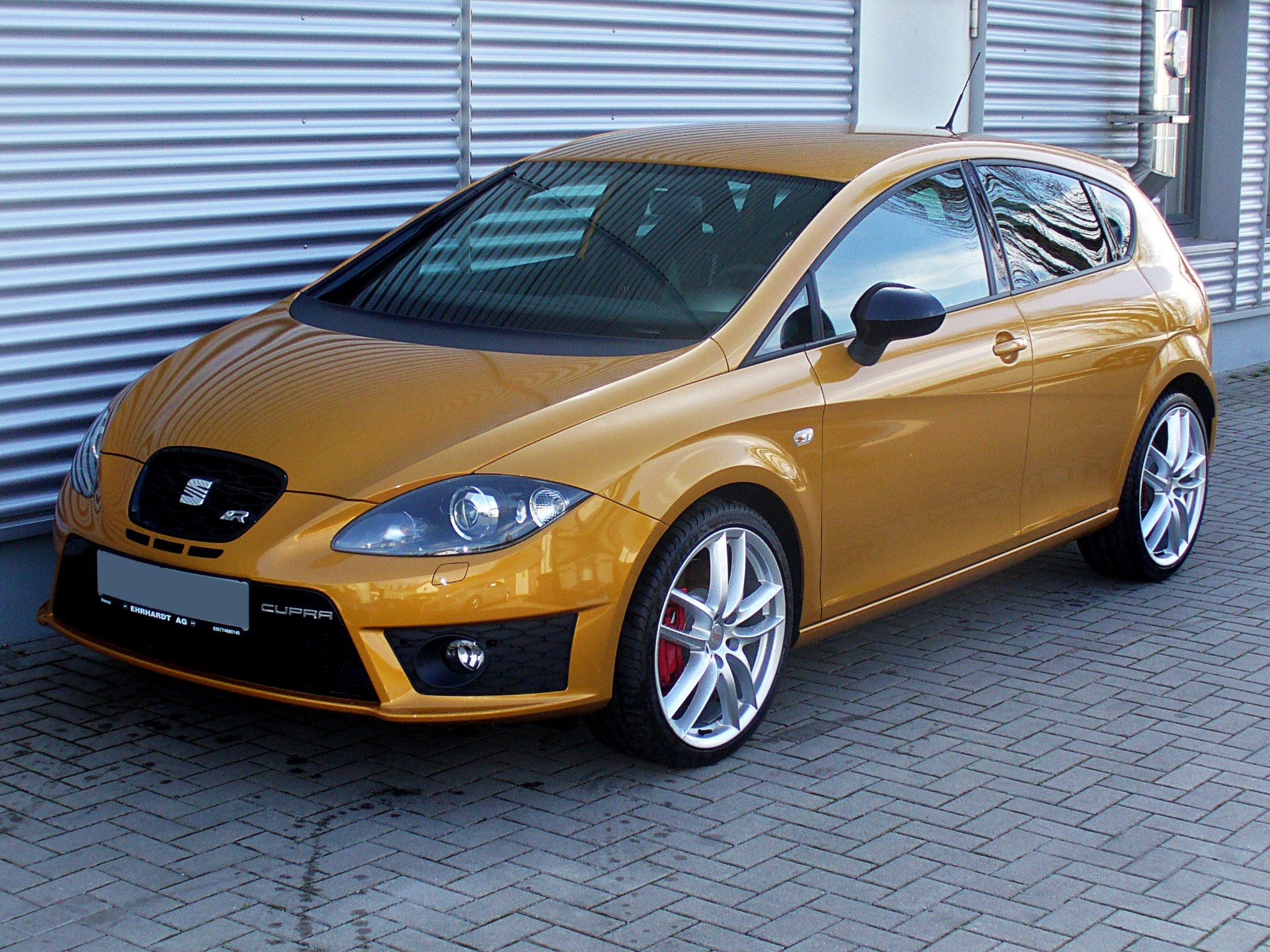
レオンクプラR

Cupra R（2002年-2006年）
元々ターボを搭載していない1.8L 直列4気筒エンジンを改良し、ターボを装着した上級車「Cupra（クプラ）」（1999年-2005年）のエンジンを更に改良した車種。1.8Lターボは変わらず、前期モデル（2002年5月-2003年5月）では209馬力、後期モデル（2003年5月-2006年6月）では224馬力まで改良している。専用の外装・アルミホイールを装着し、足回りはバックドア右下には「cupura」の小さいエンブレムと、チェッカーフラッグをモチーフにした大きめの「R」のエンブレムが装着されている。
Cupra 4（2000年-2004年）
狭角V型エンジンであるフォルクスワーゲン・VR6型エンジン（2.8L 204馬力）を使用し、ハルデックス・トラクションが開発した四輪駆動を装備したモデル。専用外装であるが、Cupra Rとは違い純正のエアロパーツは装着されない。マフラーは二つの排気口を備えている（Cupra Rは排気口は一つ）。また、同型エンジンを280馬力まで向上させ、専用チューンを施した「Cupra 4 Kompressor」というモデルがen:Abt_Sportslineから発売されていたこともある。
その他に、150馬力を発揮する1.9L ディーゼルエンジンTDIを装備した「Cupra 4 TDI」というモデルも存在したが、販売後わずか1年でこの名前のグレードが販売されなくなった。このモデルのTDIを装備した車自体は存在したが、名前が「Evolution」「Top Sport」などに変更した上で販売されていたが、その後「FR」に統一され、「Cupra」に次ぐスポーツモデルとして、のちに二代目レオンのグレード名に使用されることとなる。

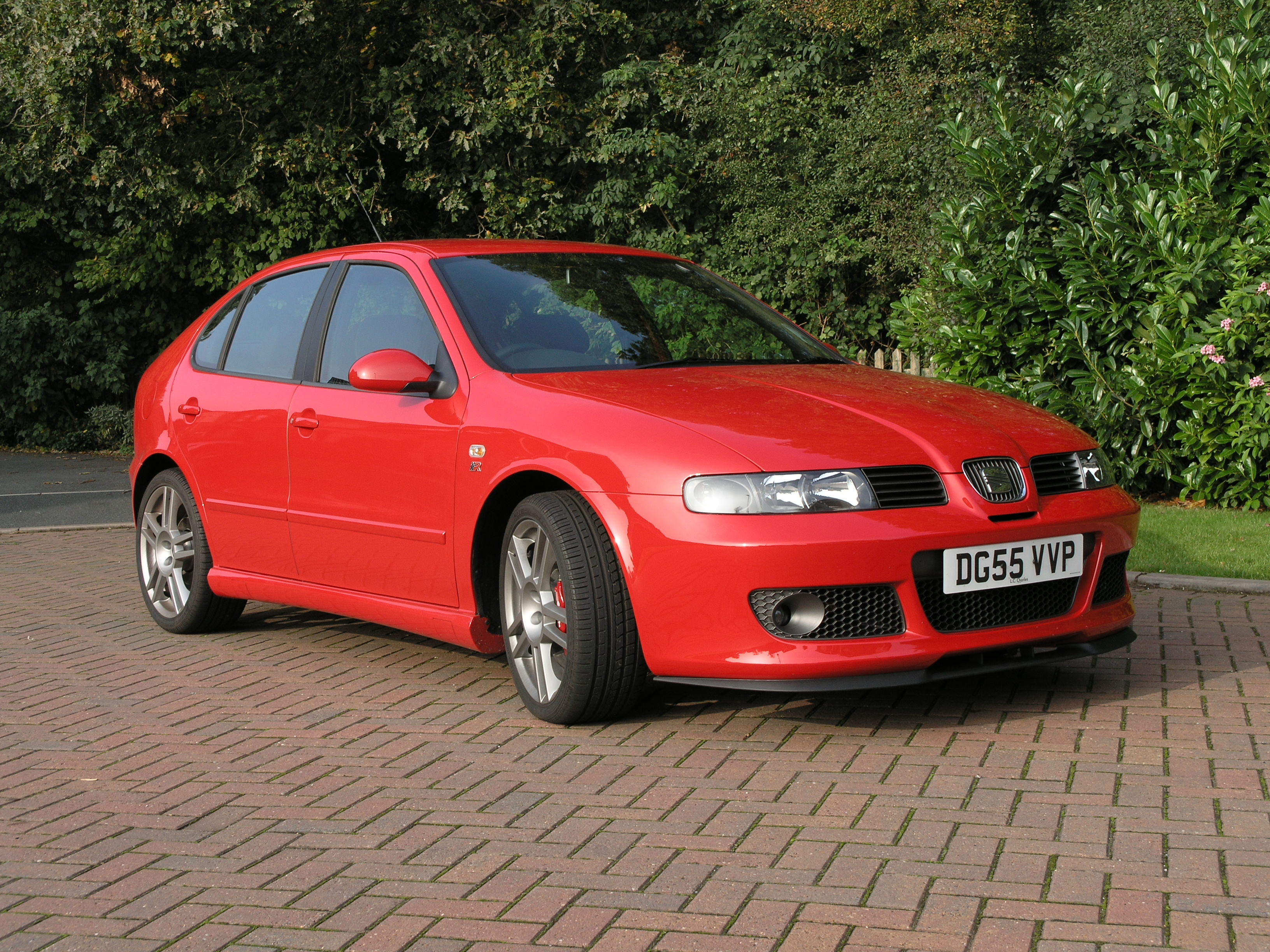
レオンクプラ

## 2代目 (2005年-2012年)
2005年5月より生産開始。引き続きVWグループのAプラットフォームを使用するが、当代と三代目トレド（A5/PQ35）では形式番号が別（レオンが1P、トレドが5P）となった。これは三代目トレドがアルテアの派生車種であるためである。
デザインは、元アルファロメオチーフデザイナーのワルテル・デ・シルヴァが行った。デザインの方向性はアルテアから採られており、特徴的な部分として、フロントの黒いワイパーモール、リアピラーにあるドアハンドルなどが挙げられる。

### グレード
FR (2006年-)
初代レオンからのグレードであるが、二代目での位置づけは「Cupra」に次ぐスポーツモデルとしての役割が大きい。
マフラーには二つの排気口を備える。エンジンは、ガソリンの2.0L TSIとディーゼルの2.0L TDIを設定。トランスミッションは両者とも6速MTであるが、ガソリンエンジンのみ7速DSGを装備可能。
Cupra (2006年-)
初代からの上級グレード。241馬力を発生する2.0L TSIエンジンを特色とし、0-100kmの加速は6.4秒。純正ホイールは18インチの5スポークを装備。マフラーは楕円形の1つの排気口を備える。赤いブレーキ・キャリパー、専用塗装や専用内装を装備し、バックドアには「CUPRA」のエンブレムが装着されている。
2009年には内外装が変更された。また、2009年には「Cupra R」が登場した。エンジンは同型式であるが、出力は265馬力に改良された。0-100kmの加速は6.2秒。その強靭なスペック故、250km/hのリミッター付きである。アウディ・S3、VW・ゴルフおよびシロッコ Rにも同型のエンジンが搭載された。
Copa Edition
ドイツセアトが50台限定で発売したモデル。286馬力を発生する2.0L TFSIを搭載し、最高速は255km/h。0-100km加速は5.9秒を記録し、Cupra・Cupra Rをも上回る。足回りはレオンのレース用車両である「Supercopa」に使用されているサスペンションを装備し、大きなエアーインテークやスポイラー、専用ホイール・キセノンヘッドライトを装備している。専用塗装はオレンジにフロントからリヤに2本の黒い縦縞が施されている。
なおメキシコで同様の車種が100台限定生産された。メキシコ版には、ドイツ版には装備がないサンルーフが装備されている。
Streetcopa limited edition
2008年、ジュネーブモーターショーで発表。スイス向けのCopa Editionで、200台の限定車種である。後に200台の限定でWorld Champion Editionと言うフェイスリフト版も販売された。
Cupra 310 Limited Edition
オランダセアトが100台限定で発売したモデル。310馬力を発生する2.0L TFSIを搭載し、最高速は259km/hとなる。開発はen:Abt_Sportslineによって行われ、専用塗装にCandy white とInfiri blackのどれかが施され、専用ホイール・盗難防止装置・フロントドアフレームには専用のバッジが装備されている。
- レオンクプラ
- レオンクプラR

## 3代目 (2012年-2020年)
2012年9月、パリモーターショーにおいて3代目モデルを発表。車体骨格にモジュールプラットフォーム「MQB」をアウディ・A3、フォルクスワーゲン・ゴルフと同様に採用する。
2013年3月5日、3ドアハッチバック「SC」を追加。ホイールベースを5ドア車に比べ35mm短縮した。
2013年9月、フランクフルトモーターショーにおいてワゴンの「ST」を発表した。車両重量を5ドアに比べ45kg増の1,233kgとした。
2014年6月、「ST」をベースとしたクロスオーバーSUV「X-ペリエンス」を欧州で発表した。駆動方式は4WDで車高を若干引き上げている。
2015年9月14日、フランクフルトモーターショーにて「レオン クロススポーツ」を初公開。SCの高性能グレード「クプラ」をベースにクロスオーバー車らしい装備を装着、最低地上高を41mm引き上げた。搭載される2.0L直列4気筒直噴ガソリンターボエンジンは最高出力300ps、最大トルク38.7kgmを発揮する。トランスミッションは6速DSGで、駆動方式は4WD、0-100km/h加速は4.9秒である。
2017年1月、マイナーチェンジを実施。エクステリアの変更はグリルの40mm拡大など、小規模な変更に留めた。新たなパワートレインとして1.0L3気筒ターボエンジンと1.6Lディーゼルエンジンが導入された。
2018年8月、3ドアモデル「SC」を廃止。

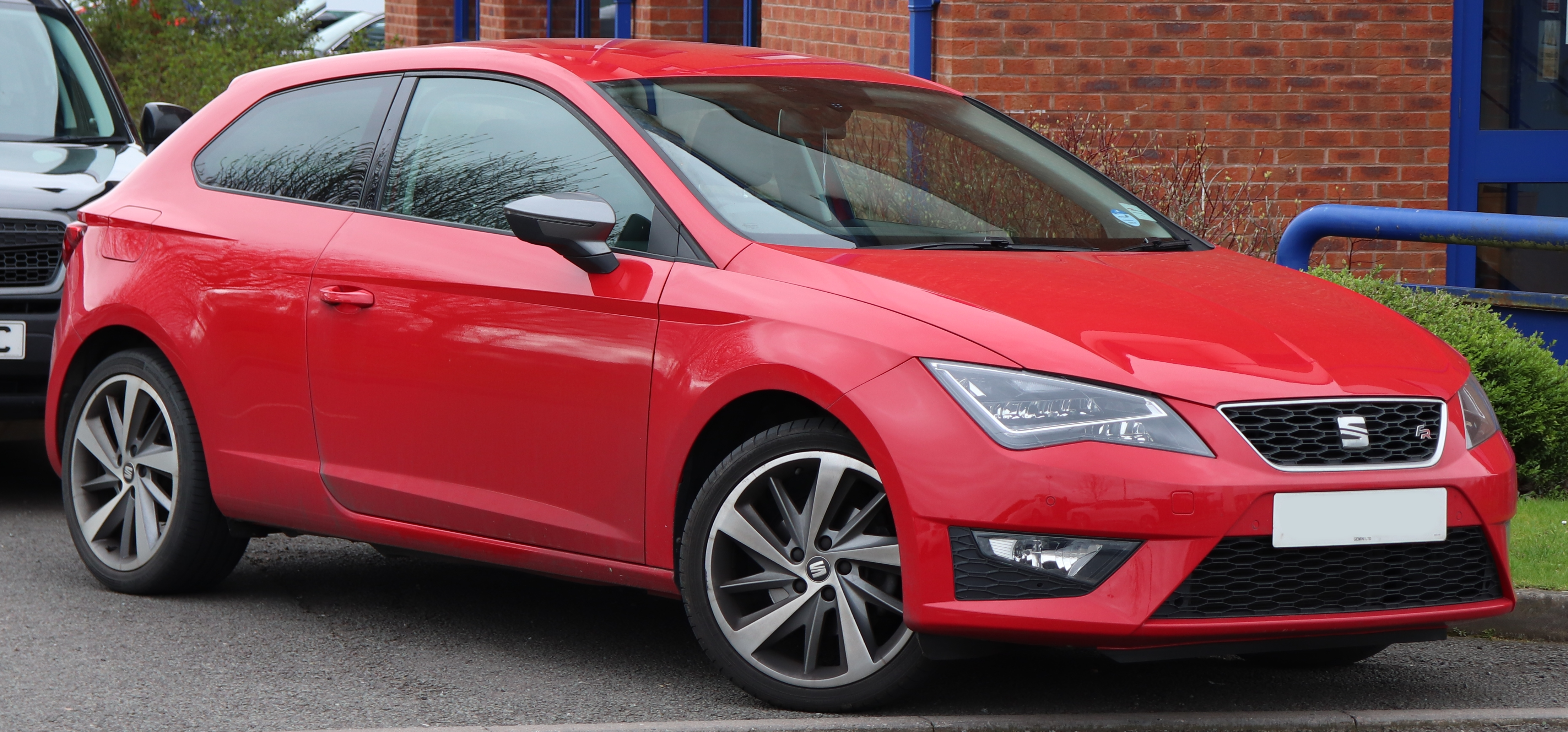
レオンSC FR
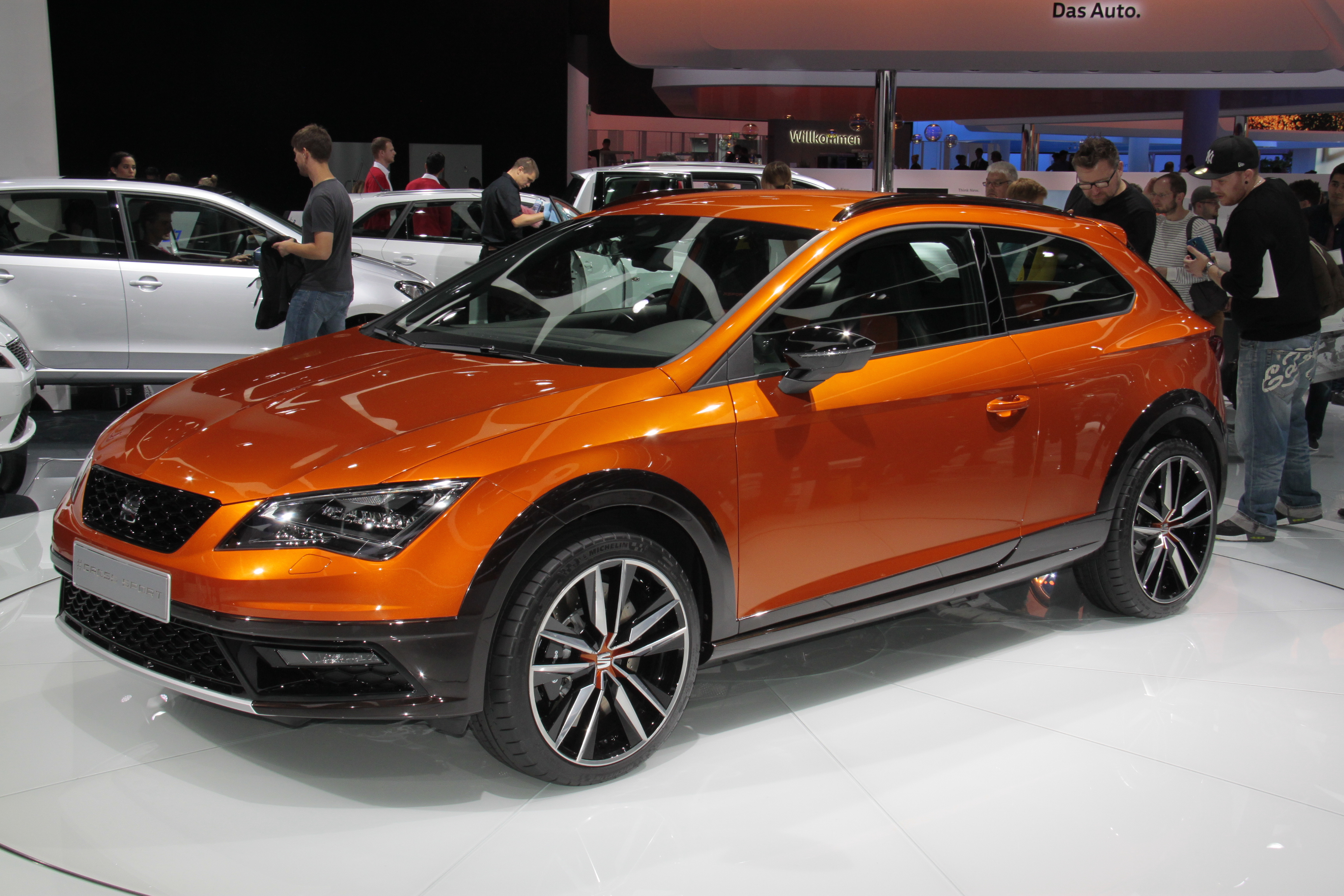
レオン クロススポーツ
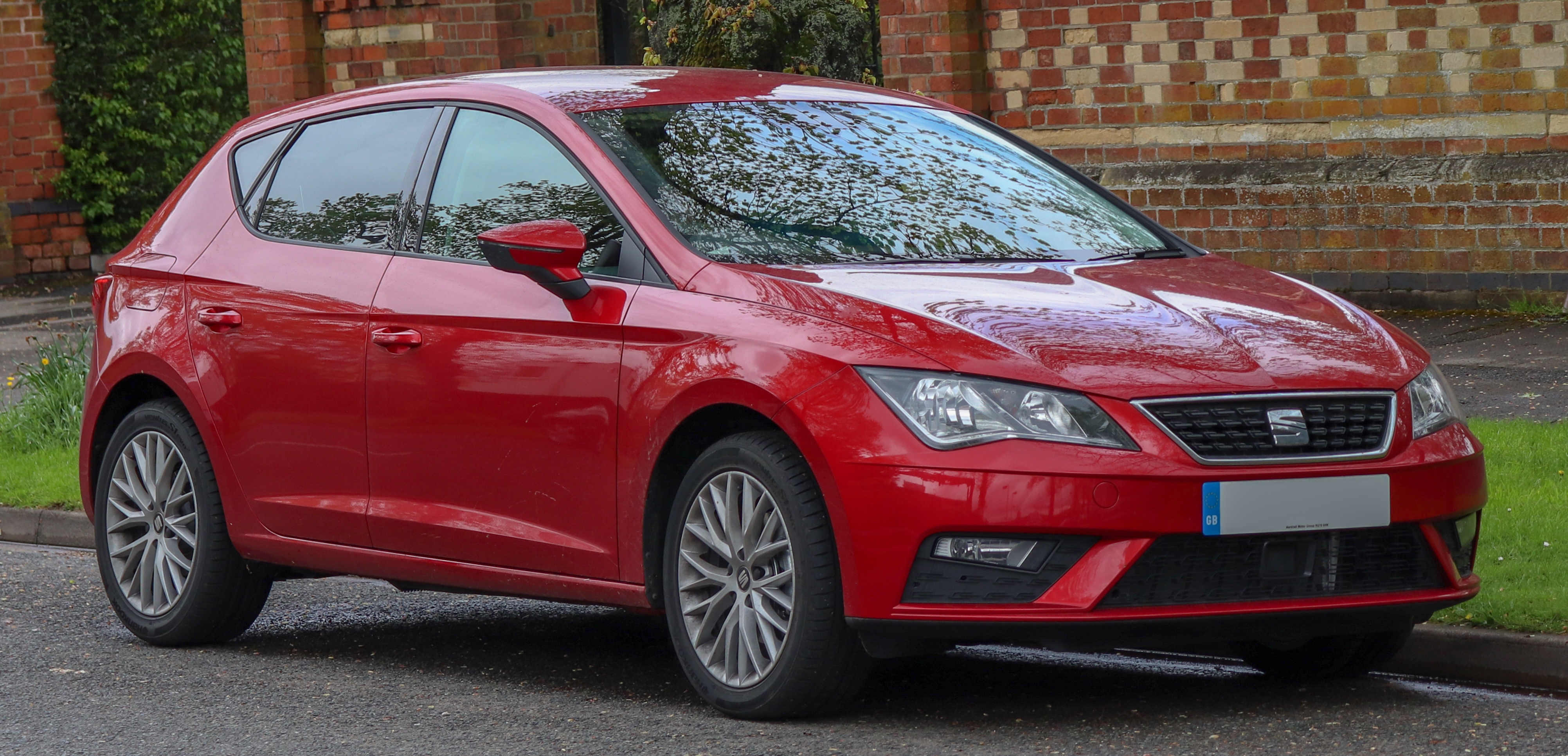
レオン（改良型）

### レオン クプラ
2014年3月、ジュネーヴモーターショーにて高性能モデル「クプラ」「クプラ280」を公開。「クプラ」は2.0L直列4気筒直噴ガソリンターボエンジンを搭載し、最高出力265ps、最大トルク35.7kgm。「クプラ280」はクプラと同じエンジンを搭載しながらも、最高出力が280psへ引き上げられ、0-100km/h加速は5.7秒、最高速度250km/h（リミッター作動）である。また、これらのモデルの初公開と同時に「クプラ280」のニュルブルクリンク北コースにおけるラップタイムについて、7分58秒44の記録を打ち立てたと発表。これまで量産FF車でのニュルブルクリンク北コースにおける最速ラップタイムは、ルノー・メガーヌR.S.トロフィが2011年6月に打ち立てた8分7秒97で、今回はその記録を9秒以上短縮した。その後、2014年にはルノー・メガーヌRS.275トロフィーRが記録を塗り替えた。
2015年3月3日、ステーションワゴン版「ST」における「クプラ」「クプラ280」を初公開した。
2015年9月15日、フランクフルトモーターショーにて「クプラ290」を初公開。3ドア、5ドア、ステーションワゴンそれぞれに設定される。「クプラ280」のパワーアップ版で最高出力が290psへ10ps引き上げられた。
2017年よりリリースされた「クプラ300」は最高出力を300psに引き上げ、0-100km/h加速は5.8秒。1,984cc直列4気筒エンジンに6速MTまたは6速DCTを組み合わせ、駆動方式はFFのみ。ただし、ステーションワゴン版の「ST」のみ4WDとDCTを組み合わせている。
2017年後半にリリースされた「クプラR」は799台限定でそのうち300台は最高出力300psを発揮する2.0LTSIエンジンに6速DSGを組み合わせる。残りの499台は最高出力を10ps引き上げ310psとなっており、6速MTを組み合わせている。

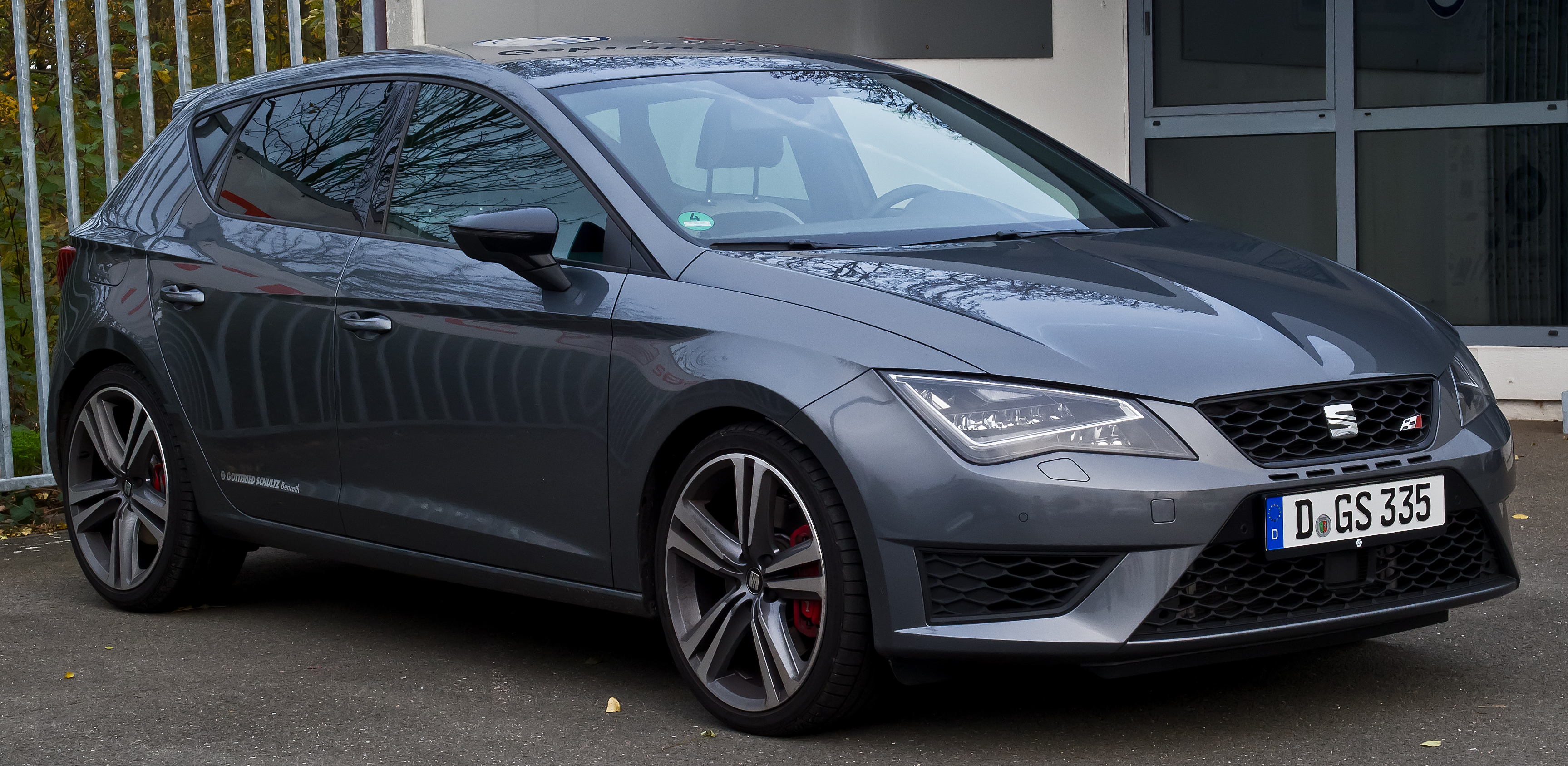
レオンクプラ280
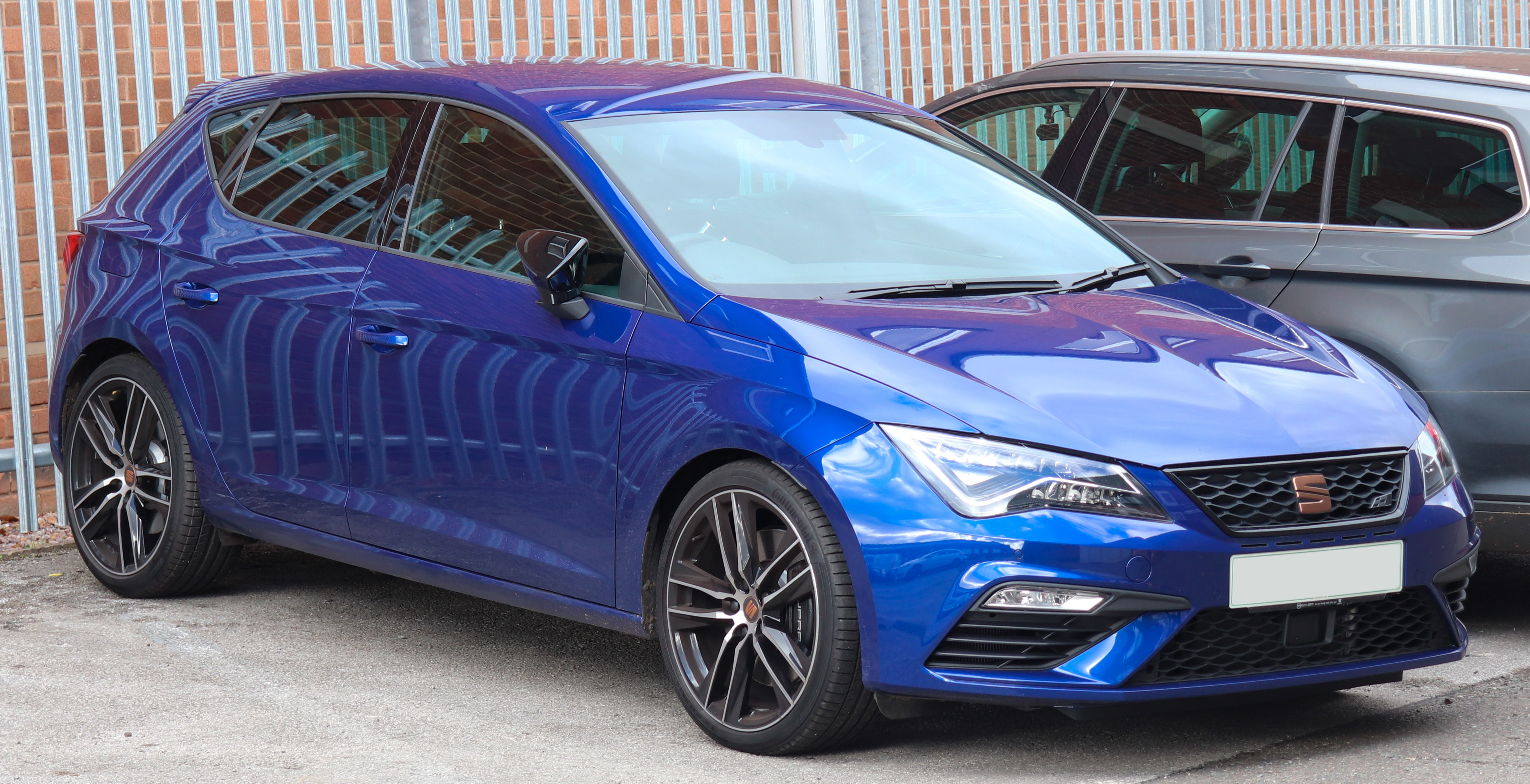
レオンクプラ290
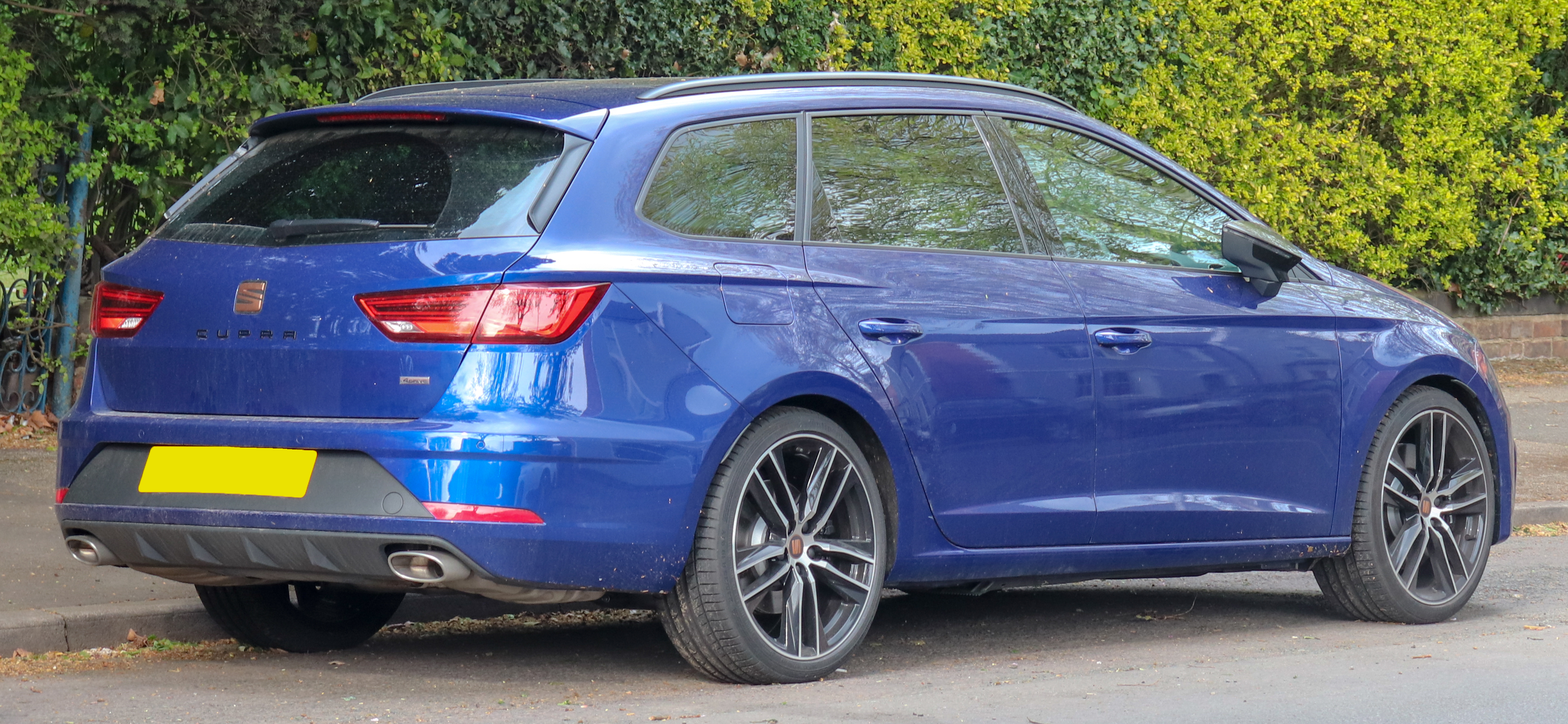
レオンクプラ300（ST）
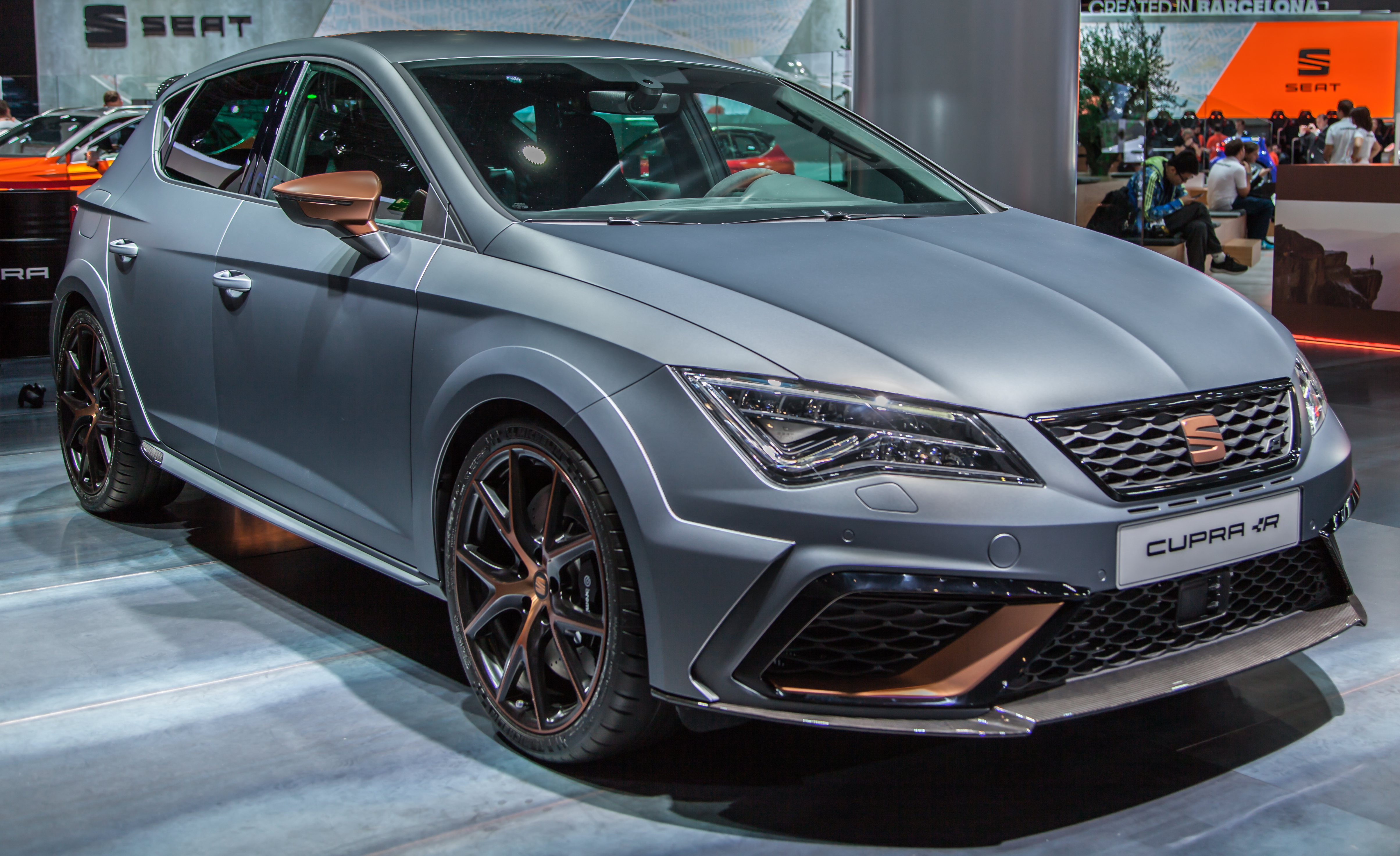
レオンクプラR

## 4代目 (2020年- )
2020年1月28日、発表。基本骨格にはゴルフVIIIや4代目アウディ・A3、4代目シュコダ・オクタヴィアなど、VWグループで広く用いられる「MQB Evo」プラットフォームが採用されている。ヘッドライトはフルLEDを、テールランプは横一文字に結んだデザインを採用した。
パワートレインはガソリンエンジン、ディーゼルエンジン、CNG、マイルドハイブリッド（MHEV）、プラグインハイブリッド（PHEV）が用意された。1.0L直列3気筒ターボガソリンエンジンには最高出力90psと110psの2種類を、1.5L直列4気筒ターボガソリンエンジンには最高出力130psと150psの2種類を設定した。また、最高出力190psを発揮する2.0Lガソリンエンジンも設定される。
MHEVには48Vマイルドハイブリッドシステムが搭載されている。
PHEVは「e-HYBRID」と呼ばれ、5ドアとステーションワゴン（ST）両方に設定される。1.4Lガソリンエンジンに13kWhリチウムイオン電池、6速DSGを組み合わせ、システム全体で最高出力204ps、最大トルク350Nmを発揮する。

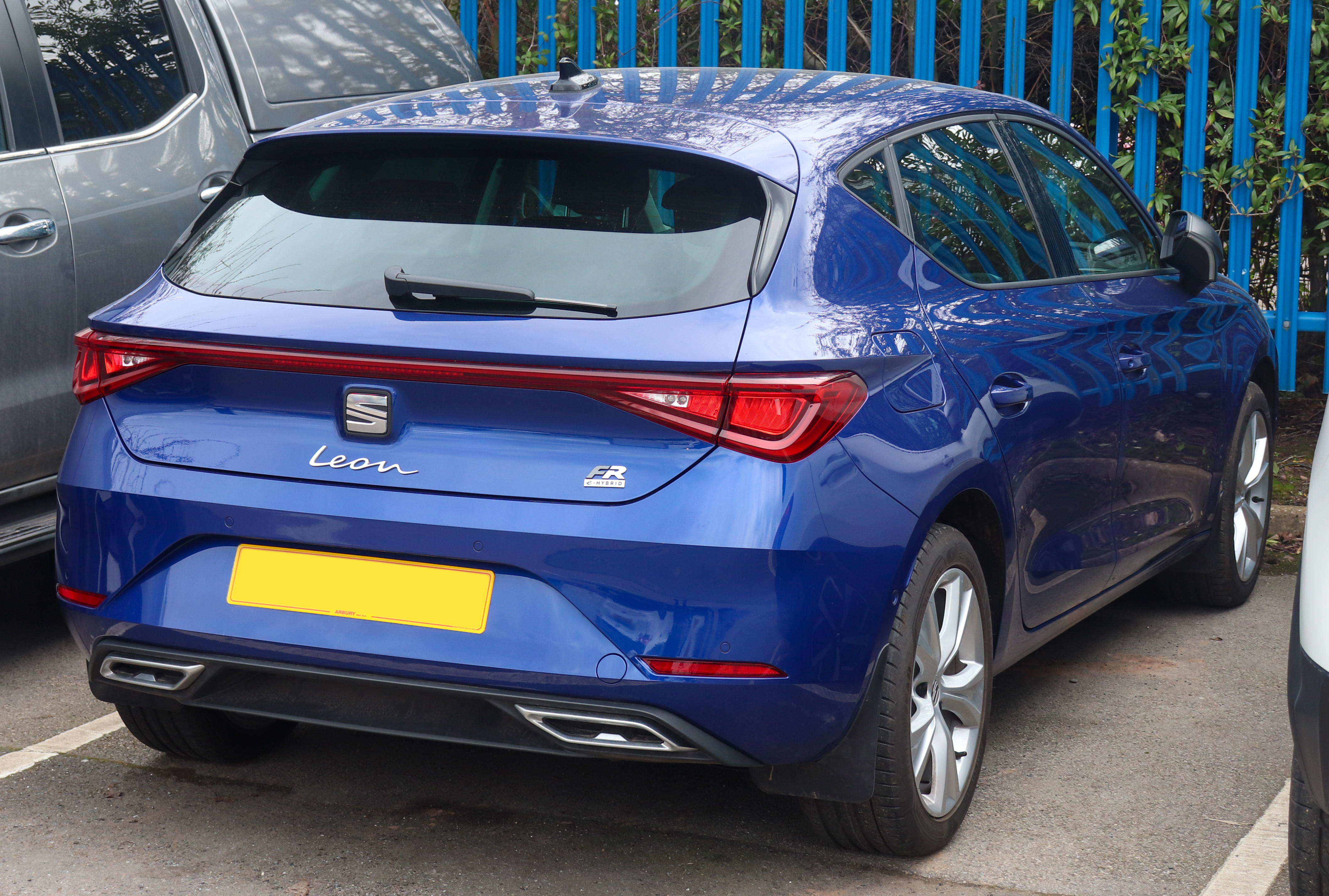
レオンFR e-HYBRID

### クプラ・レオン
2018年、クプラは独立ブランドとなったため、当モデルからは「クプラ・レオン」と呼ばれる。
2020年2月20日、発表。PHEV「e-HYBRID」は、1.4Lガソリンエンジンに13kWhリチウムイオン電池を組み合わせ、システム全体で最高出力245ps、最大トルク400Nmを発揮する。ガソリン車は全て2.0LTSIを搭載し、最高出力245ps、300ps、310psの3種類。310ps仕様は「ST」のみ選択できる。

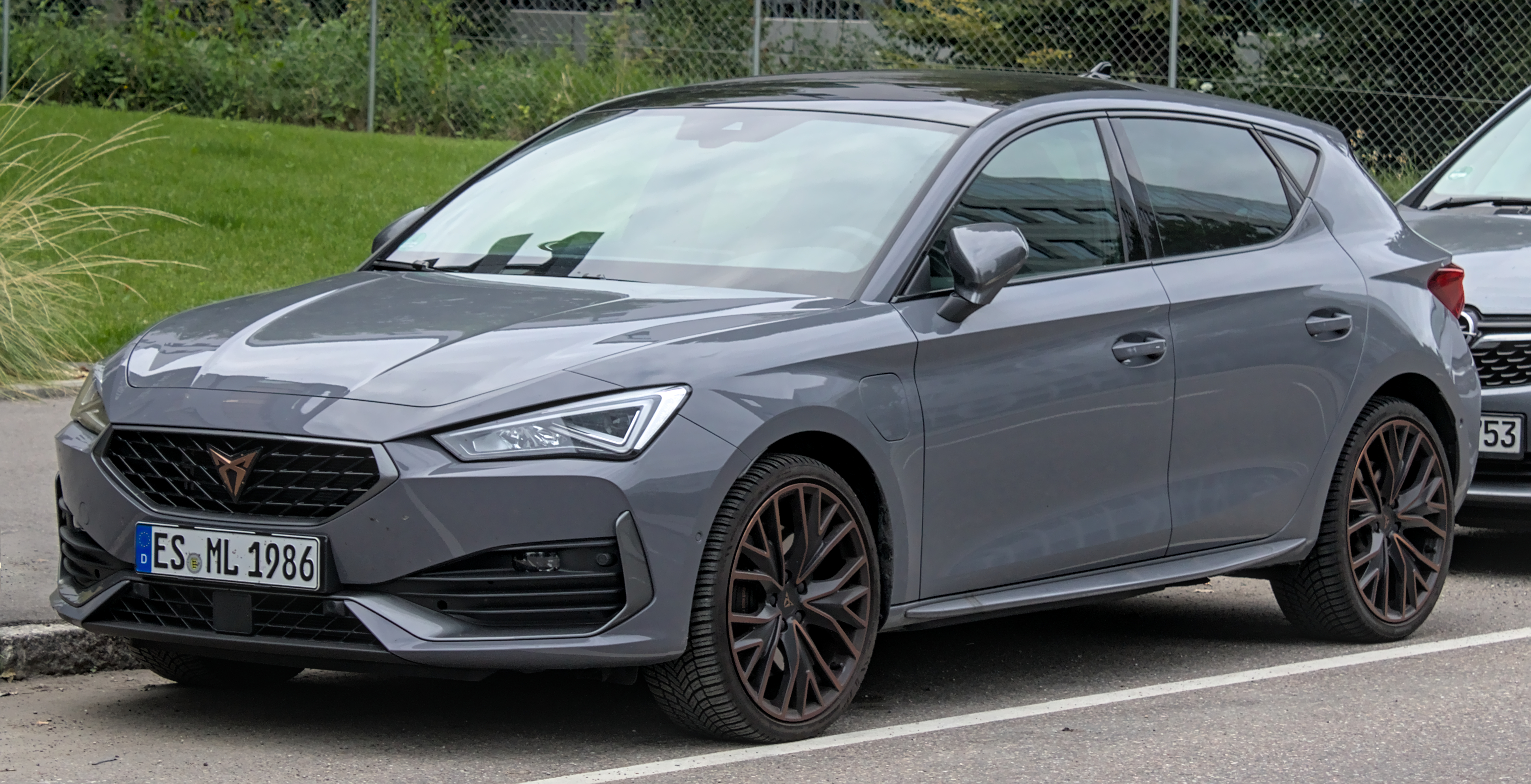
クプラ・レオン
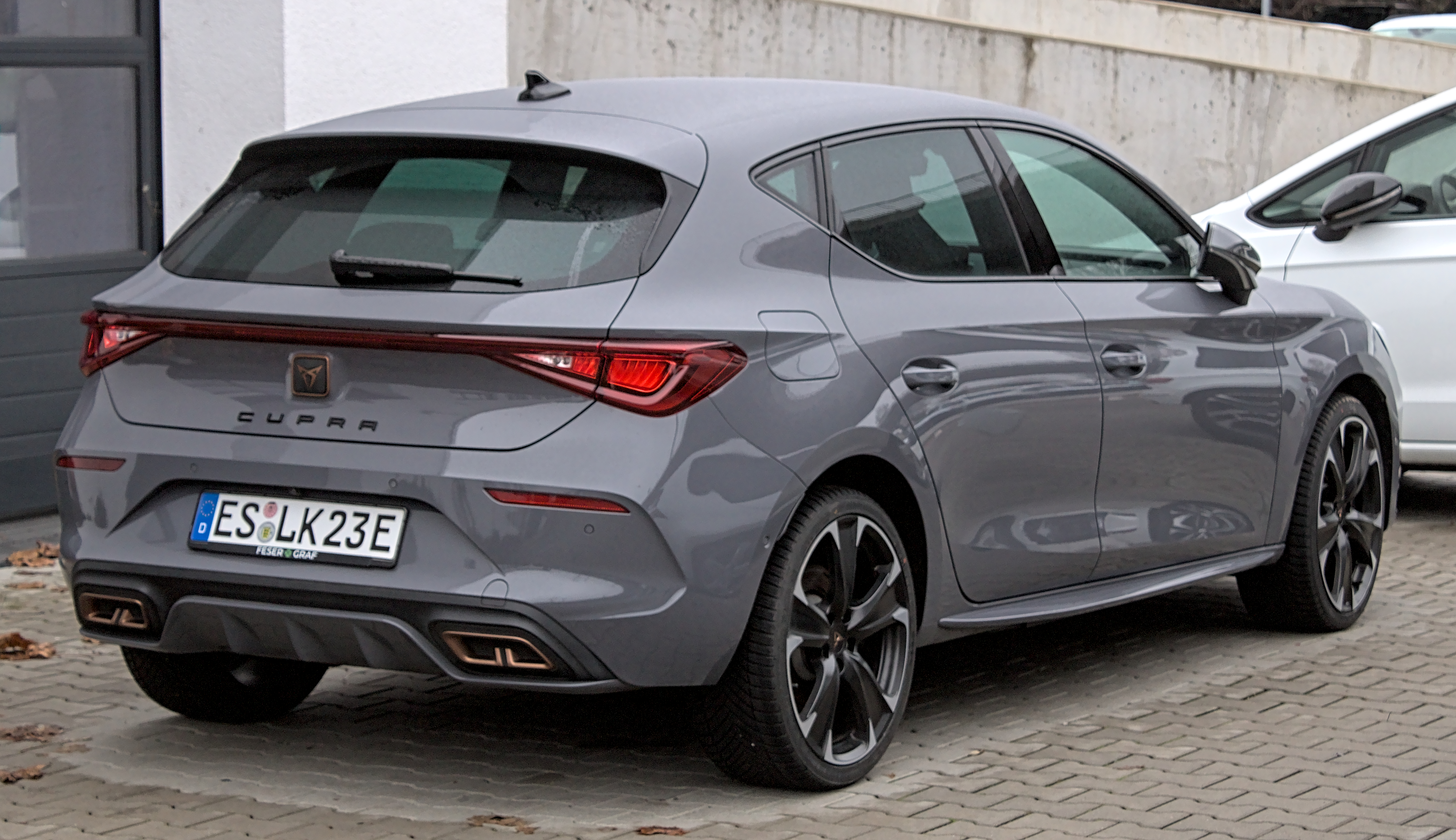
クプラ・レオン（リア）
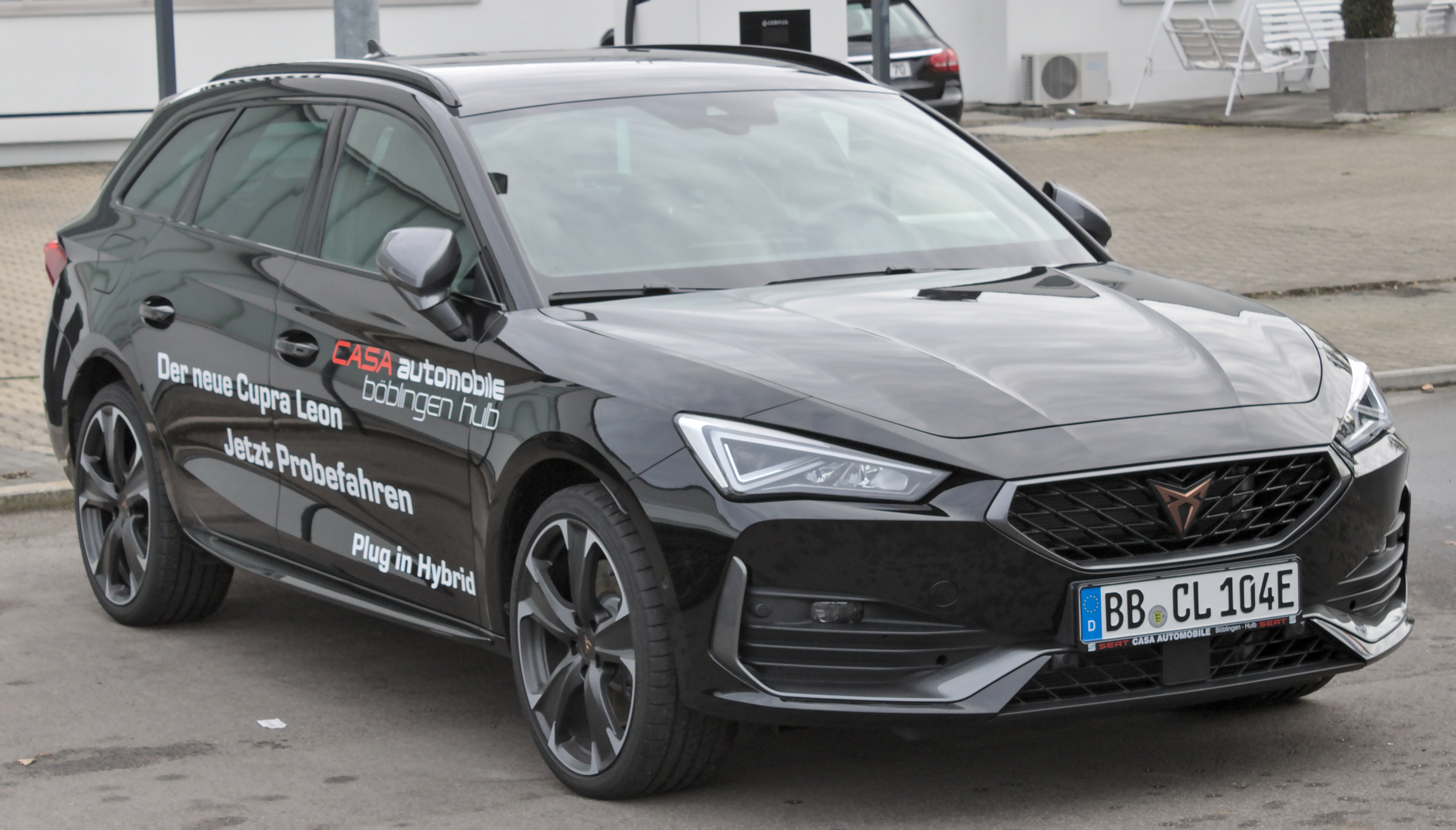
クプラ・レオンST
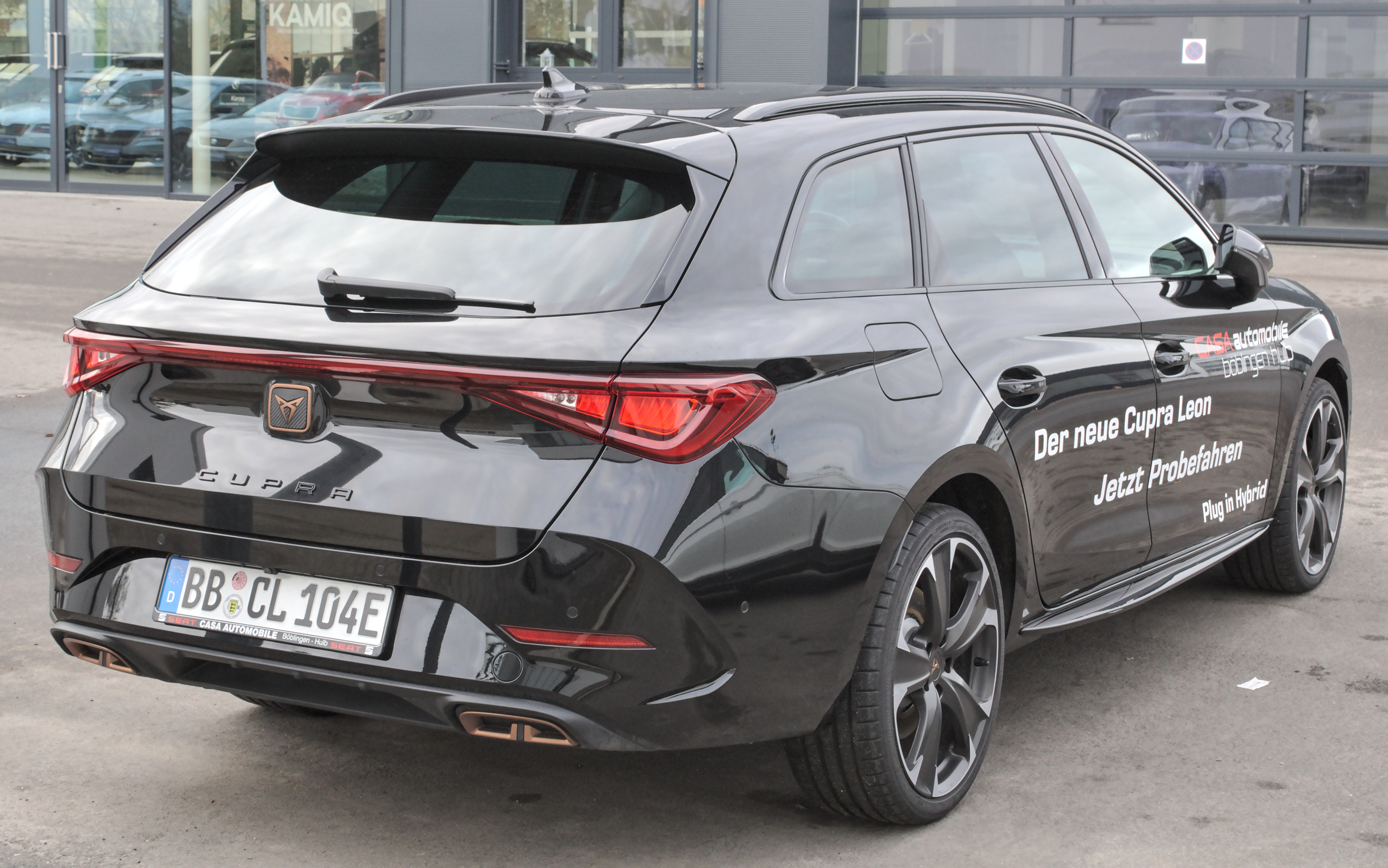
クプラ・レオンST（リア）

## 車名
「LEON (レオン)」は、スペイン北部カンタブリカ山脈の麓にある都市「レオン (León)」に由来する。